# Norderwind
Norderwind ist ein Spiel für 2 bis 4 Spieler von Klaus Teuber, das im Frühjahr 2014 im Kosmos-Verlag erschienen ist. Grafik und Illustrationen wurden von Imelda und Franz Vohwinkel geschaffen. Die niederländische Übersetzung „Noorderwind“ wurde von 999 Games veröffentlicht.

## Beschreibung
Die Spieler agieren als Kapitäne von mehr oder weniger wehrhaften Handelsschiffen, mit denen sie Waren (Salz, Getreide, Wein, Holz und Fische) ein- und verkaufen und Aufträge der Städte Norderkap, Olesund und Trutzhavn erfüllen. Bei ihren Reisen können sie auf Piraten treffen, die sie bei entsprechender Ausstattung ihrer Schiffe besiegen und gefangen nehmen können. Für jeden erfüllten Auftrag setzen die Spieler einen ihrer Siegpunktsteine auf der Siegpunkttafel ab. Wer als erster 8 (bei 4 Spielern) bzw. 10 (bei 2 und 3 Spielern) Siegpunktsteine platzieren konnte, gewinnt das Spiel.

## Inhalt
- 64 Holzfiguren, davon
  - 16 Mannschaftsmitglieder, hellblau
  - 8 Piratenkapitäne, dunkelblau
  - 8 Salzsäcke, weiß
  - 8 Getreide, gelb
  - 8 Weintrauben, violett
  - 8 Bäume, grün
  - 8 Fische, grau
- 1 Ereigniswürfel, weiß
- 1 Kampfwürfel, schwarz
- 40 Siegpunktsteine, 10 pro Spielerfarbe
- 8 Stanztableaus mit:
  - 4 Schiffen, bestehend aus Rumpf, Deck, Mast, Segel und Krähennest (müssen vor dem ersten Spiel zusammengesetzt werden)
  - 16 Kanonen
  - 8 Handelsbriefe
  - 24 Meerkarten
  - 30 Goldmünzen, Wert 1
  - 12 Goldmünzen, Wert 5
  - 1 Siegpunkttafel
- Spielanleitung (6 Seiten, DIN-A4, mehrfarbig)

## Auszeichnungen
- Spiele Hit mit Freunden 2014